# Bobbi Eden
Bobbi Eden, née le 3 janvier 1980 à La Haye, est une actrice pornographique et modèle néerlandaise.

## Biographie
Priscilla Hendrikse a grandi à La Haye. 
Après avoir été Pet de l'année[Quand ?] de Penthouse aux Pays-Bas puis avoir posé pour les magazines Club, Men Only et Soho, Bobbi Eden se lance dans le X en 2002.
Elle apparait dans la vidéo de Ferry Corsten Watch Out en 2006.
Lors de la coupe du monde de football de 2010, son compte Twitter attire l'attention des médias car elle propose une fellation à tous ses followers si les Pays-Bas remportent la coupe.
En février 2014, elle sort son autobiographie. 

## Filmographie sélective
- 2002 : Blue Jean Blondes 5
- 2002 : Pussyman's Decadent Divas 19
- 2003 : Cleopatra 1
- 2003 : Girls Gone Cock Wild 1
- 2004 : Extreme Behavior 5
- 2004 : Dirty Girlz 3
- 2005 : Girlvana 1
- 2005 : She Licks Girls 1
- 2006 : 24 Hours In London
- 2006 : Fuck To Pop
- 2007 : Girls in White 5
- 2007 : Barefoot Blonde Babes 2
- 2008 : Women Seeking Women 39
- 2008 : Women Seeking Women 43
- 2009 : Fem Luminoso
- 2009 : Burning Ice 3: Silvia Saint
- 2011 : North Pole 79
- 2012 : Cuntry Girls (compilation)
- 2014 : Peter North's Best Popshots 2 (compilation)

## Récompenses
- En 2003, élue Best European actress
- En 2004, elle reçoit l'European X Award dans la catégorie meilleure actrice[3]